# Campionati mondiali di pattinaggio di velocità sprint 2010
I campionati mondiali di pattinaggio di velocità sprint 2010 si sono svolti a Obihiro, in Giappone, dal 16 al 17 gennaio 2010, all'interno del Meiji Hokkaido-Tokachi Oval.

## Medagliere
| Pos.   | Nazione       | Oro | Argento | Bronzo | Totale |
| ------ | ------------- | --- | ------- | ------ | ------ |
| 1      | Corea del Sud | 2   | 1       | 0      | 3      |
| 2      | Giappone      | 0   | 1       | 1      | 2      |
| 3      | Germania      | 0   | 0       | 1      | 1      |
| Totale | Totale        | 2   | 2       | 2      | 6      |

## Podi
| Eventi             | Oro           | Prestazione | Argento       | Prestazione | Bronzo              | Prestazione |
| Maschile dettagli  | Lee Kyou-hyuk | 139.910     | Lee Kang-seok | 140.880     | Keiichiro Nagashima | 141.060     |
| Femminile dettagli | Lee Sang-hwa  | 154.580     | Sayuri Yoshii | 154.830     | Jenny Wolf          | 155.110     |